# 3607 Naniwa
3607 Naniwa eller 1977 DO4 är en asteroid i huvudbältet som upptäcktes den 18 februari 1977 av de båda japanska astronomerna Hiroki Kōsai och Kiichirō Furukawa vid Kiso-observatoriet i Japan. Den har fått sitt namn efter ett historiskt namn på den japanska staden Osaka.
Asteroiden har en diameter på ungefär 4 kilometer.